# Wolkbreuk

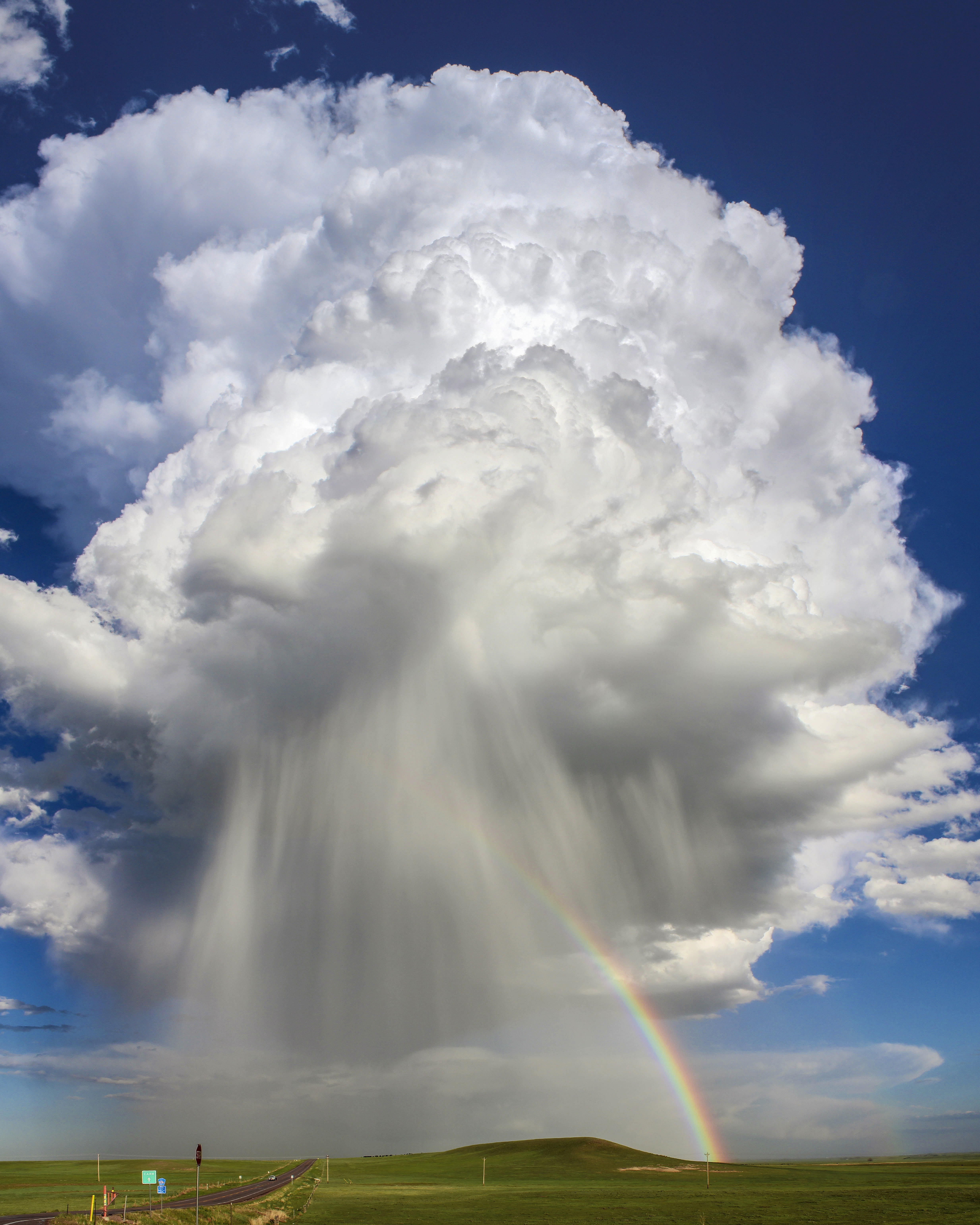
Een wolkbreuk in noordelijk Colorado

Een wolkbreuk is een abrupte regenbui waarbij een extreme hoeveelheid neerslag in een korte periode wordt geproduceerd. Een wolkbreuk gaat meestal gepaard met onweer en hagel en is in staat om overstromingen te veroorzaken. Een wolkbreuk kan enorme hoeveelheden water achterlaten: in enkele minuten wel 25 mm aan neerslag, wat overeenkomt met 25.000 ton/km2. 
Wolkbreuken zijn zeldzame verschijnselen. Ze ontstaan door middel van orografische stuwing of wanneer een warmeluchtpakket zich mengt met koelere lucht, wat resulteert in plotselinge condensatie. De term "wolkbreuk" kwam voort uit het idee dat wolken beschouwd konden worden als waterballonnen die konden barsten, waarna alle neerslag naar beneden viel. Hoewel dit idee sindsdien is weerlegd, blijft de term in gebruik.
In een warm klimaat is een wolkbreuk bui gewoner dan in het gematigde klimaat van Nederland en België. Hierdoor wordt aan het begrip niet overal dezelfde betekenis gehecht. In Nederland wordt een wolkbreuk gedefinieerd als een hevige bui waarin 25 millimeter of meer in een uur valt, en/of minstens 10 millimeter in vijf minuten. Het zicht loopt tijdens een wolkbreuk terug tot soms minder dan 200 meter. Een wolkbreuk kan gepaard gaan met een valwind.

## Nederland

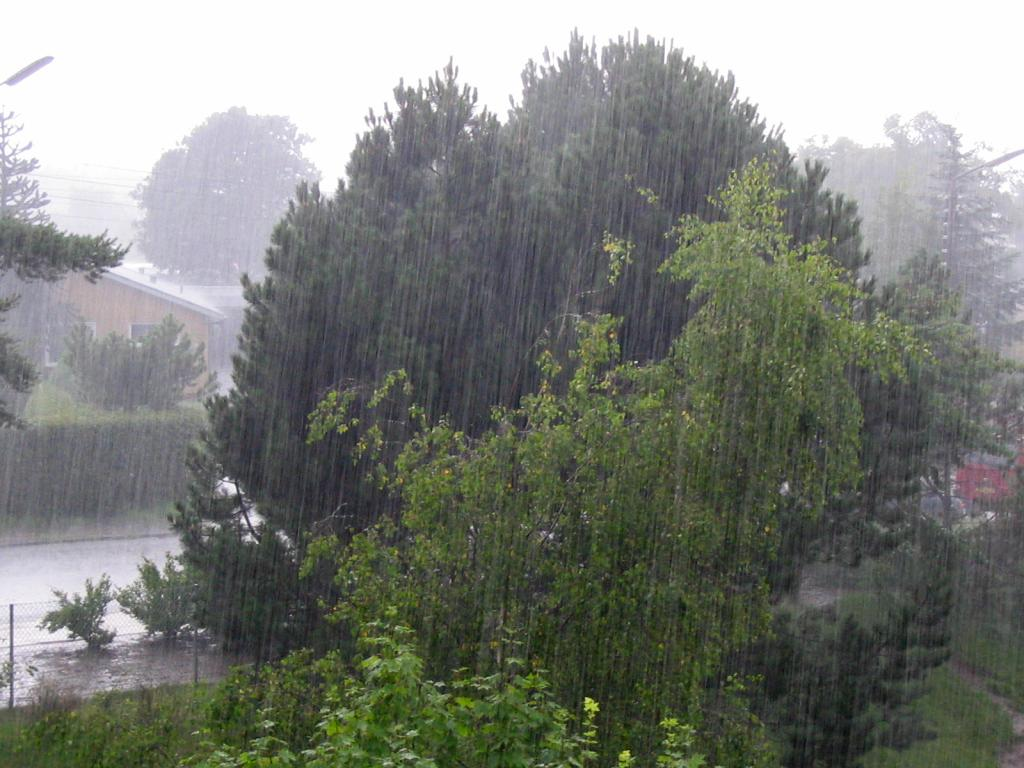
Wolkbreuk

In een willekeurige plek in Nederland ontstaat gemiddeld eens in de tien jaar een wolkbreuk. Vrijwel jaarlijks komt er wel ergens in Nederland of België een wolkbreuk voor. Wanneer het weinig waait en de buien lange tijd boven een bepaald gebied blijven hangen of een serie hevige buien overtrekt, kunnen vooral 's zomers aanzienlijke hoeveelheden regen vallen. Een willekeurige plaats in Nederland krijgt ook eens in 10 jaar in 24 uur een hoeveelheid van meer dan 50 mm te verwerken.
Op sommige dagen is er aanzienlijk meer gevallen. Zo viel er op 24 juni 1975 in de Nederlandse stad Gouda binnen 24 uur 146 mm regen. Op 9 augustus 1951 kreeg een weerstation van het KNMI in Amsterdam 148 mm en het eeuwrecord van de regen in Nederland staat nog altijd genoteerd voor Voorthuizen, waar in 1948 op 3 augustus 208 mm is gevallen.
Ook in de zomer van 1997 en 2006 zijn er op verschillende dagen enorme plensbuien gevallen. De vliegbasis Twente kreeg op 13 juli 1997 29 mm, waarvan 15 mm in 20 minuten. Op 29 juni 1997 kreeg het noorden van het land plaatselijk 100 mm binnen een etmaal. Leeuwarden ving 48 mm in een uur, waarvan 19 mm in 20 minuten. Ook in 1998 heeft Nederland met wolkbreuken te maken gehad: op 6 juni kreeg Schinnen in Zuid-Limburg 50 mm binnen een uur, op 3 september kreeg Boskoop binnen twee uur tijd 92,2 mm en op 14 september viel in Dirksland op de Zuid-Hollandse eilanden 134 mm, op drie na de hoogste dagsom van de 20e eeuw.
Op 20 mei 2024 werd het Friese dorp Buitenpost getroffen door een wolkbreuk. Er viel veel regen en hagel. Straten stonden blank en ook badkamers stroomden vol met hagel.
Op 23 juli 2025 werd Vlaardingen getroffen door een wolkbreuk. In twee uur tijd viel daar meer dan 55 mm regen met als gevolg dat straten blank stonden. Ook twee garagebedrijven stonden onder water. Daarnaast was er wateroverlast op de A20 waardoor de oprit naar Schiedam moest worden afgesloten.